# Balkan Cup 1946
Balkan Cup 1946 – ósma (pierwsza powojenna) edycja piłkarskiego turnieju Balkan Cup, który odbył się w Tiranie od 7 do 13 października 1946. Po raz pierwszy po tytuł sięgnęła drużyna Albanii.

## Tabela końcowa
| Drużyna    | M | Z | R | P | Br+ | Br- | +/- | Pkt |
| ---------- | - | - | - | - | --- | --- | --- | --- |
| Albania    | 3 | 2 | 0 | 1 | 6   | 4   | +2  | 4   |
| Jugosławia | 3 | 2 | 0 | 1 | 6   | 5   | +1  | 4   |
| Rumunia    | 3 | 1 | 1 | 1 | 4   | 4   | 0   | 3   |
| Bułgaria   | 3 | 0 | 1 | 2 | 4   | 7   | -3  | 1   |

## Wyniki poszczególnych meczów
| 7 października 1946  |       |            |
| Albania              | 2 : 3 | Jugosławia |
| 8 października 1946  |       |            |
| Bułgaria             | 2 : 2 | Rumunia    |
| 9 października 1946  |       |            |
| Albania              | 3 : 1 | Bułgaria   |
| 11 października 1946 |       |            |
| Rumunia              | 2 : 1 | Jugosławia |
| 12 października 1946 |       |            |
| Jugosławia           | 2 : 1 | Bułgaria   |
| 13 października 1946 |       |            |
| Albania              | 1 : 0 | Rumunia    |

## Zwycięzca
| Zwycięzca Balkan Cup w sezonie 1946 |
| ----------------------------------- |
| Albania                             |